# 1987 год в музыке

## События
- В Зал славы композиторов были включены Боб Мэрилл, Кэрол Байер Сейджер, Пол Маккартни, Сэм Кук, Джон Леннон, Джерри Гоффин, Синтия Вейл и Бэрри Манн.
- 3 января — Арета Франклин стала первой женщиной, чьё имя было занесено в Зал славы рок-н-ролла.
- 6 февраля — Американский певец, актёр и бывший муж Шер, Сонни Боно выдвинул свою кандидатуру на должность мэра города Палм-Спрингс, штат Калифорния.
- 7 февраля — Премьера псевдо-документального телефильма «Возвращение Бруно». Музыкальная программа повествует о вымышленном персонаже — певце с сомнительной репутацией Бруно Радолини (Брюс Уиллис). Многие знаменитые музыканты и деятели шоу-бизнеса в шутливо-ироничной манере рассказывают в интервью о том, как он якобы повлиял на их жизнь и творчество, среди них: Фил Коллинз, Майкл Дж. Фокс, Элтон Джон, Ринго Старр, Джон Бон Джови, Брайан Уилсон, Грэйс Слик, Джоан Баэз, The Bee Gees и Пол Стэнли.
- 5 марта — Первый сольный концерт группы Рок-Синдром. Программа называлась «Нездоровый ажиотаж».
- 13 марта — Боб Сигер и The Silver Bullet Band были удостоены звезды на голливудской «Аллее славы».
- 3 августа — Def Leppard (Deaf Leopard — глухой леопард) выпустили свой 4-й студийный альбом «Hysteria».
- 12 октября — Американская глэм-метал группа «Twisted Sister» развалилась (последующее воссоединение произойдёт лишь через 10 лет, в 1997 году).
- 13 ноября — Сонни и Шер вновь объединились в дуэт для кратковременного выступления в «Позднем шоу с Дэвидом Леттерманом».
- Образован британский электронный дуэт Autechre
- Норвежская дэт-метал-группа Black Death переименована в Darkthrone.
- В качестве сольного проекта Стивена Уилсона появляется прогрессив-группа Porcupine Tree.
- Создана шведская дэт-метал-группа Hypocrisy, солистом которой становится Массе Броберг.
- Образована группа Blue System
- Образована рок-группа, играющая в стиле гранж — Nirvana.
- Образована группа Kingdom Come
- Распался первый состав группы Ария. Ушедшими из неё музыкантами основан Мастер.
- Впервые появилась семиструнная бас-гитара H E A D G C F (си-ми-ля-ре-соль-до-фа).
- Участники американской хард-рок-группы «Winger» подписывает контракт с Atlantic Records.

## Концерты и туры
- В сентябре, группа «Земляне» завоевала Первую премию на Международном музыкальном фестивале «Шлягер — 87[нем.]» (г. Дрезден, ГДР).[1]
- В декабре, британская группа «Uriah Heep» выступила в СССР для 185 тысяч зрителей в спортивном комплексе «Олимпийский» дав десять концертов совместно с популярной советской группой «Земляне» выступавшей у них на разогреве в первом отделении концерта.

### Майкл Джексон
- 12 сентября — начало Bad World Tour (1987—1989)

## Образовавшиеся группы
- Ace of Base
- Alice in Chains
- Ayas
- Blue System
- Crownear
- Darkthrone
- Gorky Park
- The Cross
- Entombed
- Fear of God
- Fugazi
- Kingdom Come
- Ningen Isu
- Nirvana
- New York Voices
- Rapeman
- А'Студио
- Дюна
- Квартал
- Манго-Манго
- Мастер
- Мегаполиs
- Сектор Газа
- Сейф
- Тайм-Аут
- Трилистник (группа)
- Фронт
- Carter the Unstoppable Sex Machine

## Выпущенные альбомы
См. также категорию альбомов, выпущенных в 1987 году

### Январь
- She Was Only a Grocer's Daughter (The Blow monkeys) (5 января)
- The House of Blue Light (Deep Purple) (12 января)

### Февраль
- Into the Ring (Дэн Маккаферти)

### Март
- Taking Over (Overkill) (2 марта)
- The Joshua Tree (U2) (9 марта)
- Whitesnake (Whitesnake) (16 марта)
- Among the Living (Anthrax) (22 марта)
- Into the Fire (Брайан Адамс) (30 марта)
- The Circus (Erasure) (30 марта)

### Апрель
- Whitesnake (Whitesnake) (7 апреля)
- Tango in the Night (Fleetwood Mac) (13 апреля)
- The Legacy (Testament) (21 апреля)
- Introduce Yourself (Faith No More) (23 апреля)
- Never Let Me Down (Дэвид Боуи) (27 апреля)

### Май
- Fighting the World (Manowar, LP, ATCO Records) (14 мая)
- Girls, Girls, Girls (Motley Crue) (15 мая)
- Keeper of the Seven Keys pt. 1 (Helloween) (23 мая)
- Kiss Me, Kiss Me, Kiss Me (The Cure) (25 мая)
- Scream Bloody Gore (Чак Шульдинер, Death) (25 мая)

### Июнь
- Romantic Warriors (Modern Talking) (8 июня)
- Tiffany (Тиффани) (29 июня)

### Июль
- Scum (Napalm Death) (1 июля)
- Introducing the Hardline According to Terence Trent D'Arby (Теренс Трент Д’Арби) (13 июля)
- Appetite for Destruction (Guns n' Roses) (21 июля)

### Август
- Hysteria (Def Leppard) (3 августа)
- Deathcrush (Mayhem, EP) (16 августа)
- Permanent Vacation (Aerosmith) (18 августа)
- Tiffany (Тиффани) (24 августа)
- Door to Door (The Cars) (25 августа)
- Bad (Майкл Джексон) (31 августа)

### Сентябрь
- Document (R.E.M.) (1 сентября)
- Rock ’n’ Roll (Motorhead) (5 сентября)
- A Momentary Lapse of Reason (Pink Floyd) (7 сентября)
- Radio K.A.O.S. (Roger Waters) (7 сентября)
- Actually (Pet Shop Boys) (7 сентября)
- Islands (Mike Oldfield) (7 сентября)
- Hold Your Fire (Rush) (8 сентября)
- Crest of a Knave (Jethro Tull) (11 сентября)
- Terrible Certainty (Kreator) (22 сентября)
- Music for the Masses (Depeche Mode) (28 сентября)
- Raise Your Fist and Yell (Элис Купер) (28 сентября)
- Love Is No Crime (Bad Boys Blue) (29 сентября)
- The Uplift Mofo Party Plan (Red Hot Chili Peppers) (29 сентября)
- Герой асфальта (Ария)

### Октябрь
- Десять лет спустя (Машина времени)
- Тоталитаризм (Гражданская Оборона) (10 октября)
- Kick (INXS) (19 октября)
- Schizophrenia (Sepultura) (30 октября)

### Ноябрь
- All the Best! (Paul McCartney) (2 ноября)
- Cloud Nine (George Harrison) (2 ноября)
- Faith (Джордж Майкл) (2 ноября)
- Walking on a Rainbow (Blue System) (2 ноября)
- Savage (Eurythmics) (9 ноября)
- Хорошо!! (Гражданская Оборона) (15 ноября)
- Eternal Idol (Black Sabbath) (23 ноября)
- In the Garden of Venus (Modern Talking) (23 ноября)

### Декабрь
- Persecution Mania (Sodom) (1 декабря)
- Inside Information (Foreigner) (8 декабря)

### Без точной даты
- Бархатный сезон (Валерий Леонтьев)
- A drop of water (Кэйко Мацуи)
- In certi momenti (Эрос Рамаццотти)
- La pubblica ottusità (Адриано Челентано)
- Stan Bush & Barrage (Stan Bush & Barrage)
- Terror Squad (Artillery)
- White Rider (Skrewdriver)
- Букет (Карнавал, LP)
- Верблюд (Вячеслав Малежик и группа «Саквояж», LP)
- Жизнь в Октябре (Коррозия Металла, концертный альбом)
- Переступи порог (Чёрный кофе)
- Курортный сезон (Владимир Асмолов)
- И грустно, и смешно (Владимир Асмолов)
- Реки и мосты (Машина времени)
- Тацу (Настя)
- Евразия (Левон Варданян)
- Подъём (Наутилус Помпилиус)
- Поп-Комбинат (Биоконструктор)
- День рождения Земли (Земляне)
- Красный альбом (Гражданская Оборона)
- Мышеловка (Гражданская Оборона)
- Инструкция по обороне - "Карма Ильича" (Инструкция по обороне)

## Продажи
- Самый продаваемый альбом в США (Billboard Top 200) — «Slippery When Wet» (Bon Jovi)
- Самый продаваемый альбом в Великобритании — «Bad» (Майкл Джексон), второе место — «The Joshua Tree» (U2), третье место — «Whitney» (Уитни Хьюстон)
- Самый продаваемый сингл в США (Billboard Hot 100) — «Walk Like an Egyptian» (Bangles)
- Самый продаваемый сингл в Великобритании — «Never Gonna Give You Up» (Рик Эстли)
- Золотой диск Франции — сингл «Yaka Dansé (l’aborigène)» (RafT)

## Награды
- «Грэмми» за альбом года — U2 за «The Joshua Tree»
- «Грэмми» за запись года — Пол Саймон за «Graceland»
- Brit Awards за лучшие британские записи: сингл — «Never Gonna Give You Up» (Рик Эстли), альбом — «Nothing Like the Sun» (Стинг)
- С песней «Волны» группа «Земляне» получила Первую премию «За высокий профессионализм» на Международном музыкальном фестивале «Шлягер — 87[нем.]» в Дрездене (ГДР), в сентябре 1987 года.[1]

### Зал славы рок-н-ролла
Исполнители:
- The Coasters (Билли Гай[англ.], Корнелл Гантер[англ.], Карл Гарднер[англ.] и Даб Джонс[англ.])[2]
- Марвин Гэй[3]
- Бо Диддли[4]
- Би Би Кинг[5]
- Эдди Кокран[6]
- Клайд Макфаттер[7]
- Рики Нельсон[8]
- Рой Орбисон[9]
- Карл Перкинс[10]
- Смоки Робинсон[11]
- Биг Джо Тёрнер[12]
- Джеки Уилсон[13]
- Мадди Уотерс[14]
- Арета Франклин[15]
- Билл Хейли[16]

Раннее влияние:
- Луи Джордан[17]
- Хэнк Уильямс[18]
- Ти-Боун Уокер[19]

Неисполнители:
- Джерри Векслер[20]
- Джерри Либер и Майк Столлер[21]
- Леонард Чесс[22]
- Ахмет Эртегюн[23]

### Зал славы авторов песен
- Кэрол Байер-Сейджер[24]
- Синтия Вейл[25]
- Джерри Гоффин[26]
- Кэрол Кинг[27]
- Сэм Кук[28]
- Джон Леннон[29]
- Пол Маккартни[30]
- Барри Манн[31]
- Боб Меррилл[32]

Награда Джонни Мерсера:
- Джерри Херман[33]

Награда Эйба Олмена издателю:
- Лу Леви[англ.][34]

Награда Сэмми Кана за жизненные достижения:
- Джерри Векслер[35]

### Зал славы кантри
- Род Брэсфилд[англ.][36]

## Лучшие песни года
- «I Still Haven’t Found What I’m Looking For» и «With or Without You» (обе — U2)
- «Sweet Child O’Mine» и «Welcome to the Jungle» (обе — Guns N'Roses)
- «Got My Mind Set on You» (George Harrison)
- «English Man in New York» (Sting)
- «Learning to Fly» (Pink Floyd)
- «Белая ворона» по итогам открытого голосования ИТАР-ТАСС в СССР, Польше, Чехии, Венгрии и др. (Валерий Леонтьев)
- «Артист», «Волны», «Радость и печаль» (группа «Земляне»)

## Родились
- 12 января — Ная Ривера (ум. 2020) — американская актриса и певица.
- 14 февраля  —  Юлия Савичева — российская певица.
- 1 марта
  - Kesha — американская певица и автор песен.
  - Настасья Самбурская — российская актриса театра и кино, певица, телеведущая.
- 27 марта — Полина Гагарина — российская певица.
- 9 апреля — Джесси Маккартни — американский певец и актёр.
- 21 апреля — Анастасия Приходько — украинская певица.
- 4 мая — Настя Каменских — украинская певица, актриса и телеведущая.
- 12 мая — Виктория Дайнеко — российская певица.
- 21 мая — Санта Димопулос — украинская певица, экс-участница группы «ВИА Гра».
- 13 июня — Майк Леви — французский диджей.
- 17 июня — Кендрик Ламар — американский рэпер.
- 30 июня — Алиса Вокс — российская певица.
- 8 июля — Юрий Музыченко — российский музыкант и видеоблогер, фронтмен и один из основателей джипси-фолк-рок группы The Hatters.
- 20 июля — Riky Rick (ум. 2022) — южноафриканский рэпер, певец и автор песен.
- 7 сентября — Эван Рэйчел Вуд — американская певица, актриса.
- 8 сентября — Wiz Khalifa — американский рэпер.
- 22 сентября — Том Фелтон — британский актёр и певец.
- 28 сентября — Хилари Дафф — американская актриса и певица.
- 5 ноября — Кевин Джонас — американский певец и киноактёр.
- 26 ноября — Кэт Делуна — американская поп и R&B певица.
- 7 декабря — Аарон Картер (ум. 2022) — американский певец и актёр.

## Скончались
- 10 февраля — Добрин Петков (63) — болгарский дирижёр, скрипач и пианист
- 13 марта — Боде Сованде  (81) — нигерийский органист, композитор, музыковед, музыкальный педагог и дирижёр
- 3 мая — Далида (54) — французская певица и актриса
- 4 мая — Пол Баттерфилд (44) — американский блюзовый певец и исполнитель на губной гармонике
- 7 мая — Аккыз (89/90) — советская казахская домбристка и певица
- 15 мая — Гулям Абдурахманов (77) — советский узбекский оперный певец (тенор)
- 22 июня — Джозеф Мейер[англ.] (93) — американский автор песен
- 29 июня — Элизабет Коттен (94) — американская блюзовая и фолк-гитаристка
- 1 июля — Джерри Ливингстон[англ.] (78) — американский автор песен и пианист
- 10 июля — Джон Хэммонд (76) — американский музыкальный продюсер и критик
- 9 сентября — Гуннар де Фрумери (79) — шведский композитор, пианист и педагог
- 21 сентября — Джако Пасториус (35) — американский джазовый бас-гитарист и композитор
- 30 сентября — Роберт Шоллум (74) — австрийский композитор, пианист, органист и педагог
- 7 октября — Цэгмидийн Намсрайжав (60) — монгольский композитор, дирижёр и концертмейстер
- 15 декабря — Тайни Мур[англ.] (67) — американский музыкант, мандолинист и скрипач группы Bob Wills and His Texas Playboys